# Triana Park
Triana Park, znany też pod łotewskojęzyczną nazwą Triānas Parks – łotewski zespół muzyczny, reprezentant Łotwy w 62. Konkursie Piosenki Eurowizji (2017).

## Historia zespołu
Zespół Triana Park działa muzycznie od 2008, kiedy to muzycy po raz pierwszy wzięli udział w krajowych eliminacjach eurowizyjnych Eurodziesma, do których zgłosili się z piosenką „Bye Bye” i dzięki głosom telewidzów awansowali do finału, w którym zajęli czwarte miejsce, niepremiowane awansem do superfinału (awansowały tylko trzy pierwsze miejsca). W 2009 ponownie zgłosili się do eliminacji eurowizyjnych, tym razem z utworem „Call Me Any Time You Need a Problem”, z którym zajęli czwarte miejsce w finale. 

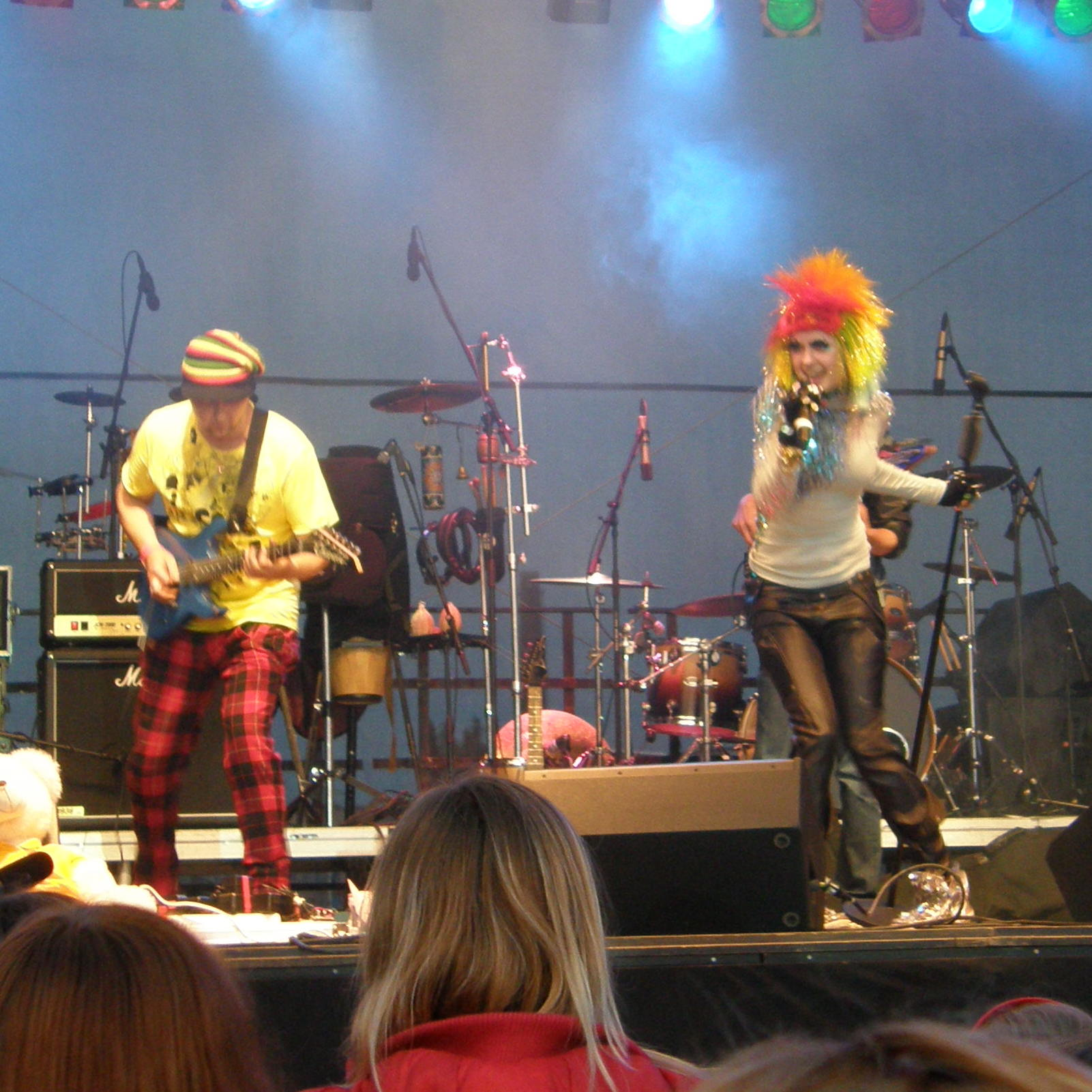
Triana Park podczas koncertu, 2009

W 2010 roku trzeci raz wystartowali w eliminacjach Eurodziesma, tym razem z piosenką „Lullaby for My Dreammate”. 27 lutego wystąpili w finale selekcji i ponownie zajęli w nim czwarte miejsce. W tym samym roku premierę miała ich debiutancka płyta studyjna zatytułowana EnterTainment, na której znalazły się single: „Bye Bye”, „Call Me Any Time You Need a Problem” i „Lullaby for My Dreammate”, a także singiel „Karuselis”. W 2011 roku po raz czwarty wzięli udział w krajowych eliminacjach eurowizyjnych Eurodziesma, do których zgłosili się z piosenką „Upside Down”. 12 lutego wystąpili w drugim półfinale selekcji i z drugiego miejsca awansowali do finału. Zespół wycofał się z udziału w finale z powodu choroby wokalistki. W 2012 roku ponownie wzięli udział w selekcjach eurowizyjnych Eurodziesma, tym razem z utworem „Stars Are My Family”. 14 stycznia wystąpili w drugim półfinale eliminacji i z czwartego miejsca awansowali do finału. 18 lutego wystąpili w finale i zajęli przedostatnie, dziewiąte miejsce. Pod koniec sierpnia, już jako Triana Park, wydali nowy singiel – „I Like”.
29 sierpnia 2014 roku ukazał się ich minialbum zatytułowany po prostu Triana Park. Na epce znalazł się m.in. singiel „Iron Blue”. 
W 2017 roku ponownie wystartowali w krajowych eliminacjach eurowizyjnych Supernova, do których zgłosili się z utworem „Line”. 12 lutego wystąpili w drugim ćwierćfinale i zakwalifikowali się do etapu półfinałowego. 19 lutego pomyślnie przeszli przez półfinał, a 26 lutego zajęli pierwsze miejsce w finale selekcji dzięki zdobyciu największego poparcia widzów, dzięki czemu zostali reprezentantami Łotwy w 62. Konkursie Piosenki Eurowizji organizowanym w Kijowie. 9 maja wystąpili jako ostatni w kolejności w pierwszym półfinale konkursu i zajęli w nim ostatnie, 18. miejsce, nie zdobywając awansu do finału. 26 kwietnia 2018 wydali album pt. Alive.

## Skład

### Obecni członkowie
- Agnese Rakovska – śpiew
- Artūrs Strautiņš – gitara
- Edgars Viļums – perkusja
- Kristaps Ērglis – gitara basowa

### Byli członkowie
- Aivars Rakovskis
- Renārs Lazda

## Dyskografia

### Albumy studyjne
- EnterTainment (2010)
- Alive (2018)

### Minialbumy (EP)
- Triana Park – EP (2014)